# Never Say Never (песня Коула Суинделла и Лэйни Уилсон)
«Never Say Never» (с англ. — «Никогда не говори никогда») — песня американских кантри-музыкантов Коула Суинделла и Лэйни Уилсон, вышедшая 19 ноября 2021 года в качестве второго сингла из четвёртого студийного альбома Суинделла Stereotype (2022). Он написал песню в соавторстве с Джесси Александром и Чейзом Макгиллом, а продюсером выступил Зак Кроуэлл. Сингл достиг первого места в кантри-чартах США (Country Airplay) и Канады, а также получил платиновую сертификацию Американской ассоциации звукозаписывающих компаний (RIAA).

## История
18 ноября 2021 года Суинделл и Уилсон объявили о сотрудничестве в социальных сетях, «Never Say Never» — первый дуэт двух исполнителей. В пресс-релизе Суинделл заявил следующее: «Я написал песню „Never Say Never“ вместе с Джесси Александром и Чейзом Макгиллом в 2018 году об отношениях, от которых просто невозможно оторваться, я уже давно являюсь поклонником Лейни Уилсон, и то, что она привнесла в эту песню, — это все, что ей было нужно». Уилсон сказала: «„Things a Man Oughta Know“ была такой невероятной поездкой, что мне не терпится выпустить следующую песню в мир и посмотреть, к чему она приведет».

## Композиция
Билли Дьюкс из Taste of Country написал, что продюсер Зак Кроуэлл «добавляет вихрь эмоций с помощью стальной гитары, клавиш и громогласной ритм-секции», что контрастирует с предыдущими работами Свинделла.

## Отзывы
Music and Tour News отметили, что присутствие Уилсона «придает этой звездной песне дополнительное измерение», а оба артиста «звучат совершенно фантастически вместе в этом суперхите».

## Музыкальное видео
Премьера клипа для песни «Never Say Never» прошла 12 января 2022 года, режиссером выступил Майкл Монако из FlyHi Films. Съемки клипа проходили в тюрьме Brushy Mountain State Penitentiary, расположенной в пригороде Ноксвилла, штат Теннесси. В нем рассказывается история о «запретных отношениях между тюремным охранником и заключенным».

## Коммерческий успех
В первую неделю песня «Never Say Never». В октябре она заняла первое место в этом радиоэфирном хит-параде музыки стиля кантри, став вторым чарттоппером Уилсон после выхода песни Уилсон «Things a Man Oughta Know» (2021) и 7-м номером один для Коула Суинделла. Песня также достигла второго места в кантри-чарте Billboard Hot Country Songs.

## Чарты
| Чарт (2022)                         | Высшая позиция |
| ----------------------------------- | -------------- |
| Канада (Billboard Canadian Hot 100) | 47             |
| Канада (Billboard Country)          | 1              |
| США (Billboard Hot 100)             | 27             |
| США (Billboard Country Airplay)     | 1              |
| США (Billboard Hot Country Songs)   | 2              |

| Чарт (2022)                        | Позиция |
| ---------------------------------- | ------- |
| США (Billboard Hot 100)            | 92      |
| США (Country Airplay, Billboard)   | 12      |
| США (Hot Country Songs, Billboard) | 27      |

## Серификации
| Регион                                                                      | Сертификация | Продажи   |
| --------------------------------------------------------------------------- | ------------ | --------- |
| Канада (Music Canada)                                                       | Золотой      | 40 000    |
| США (RIAA)                                                                  | Платиновый   | 1 000 000 |
| Данные о продажах + прослушиваниях приведены только на основе сертификации. |              |           |